# Khariboli

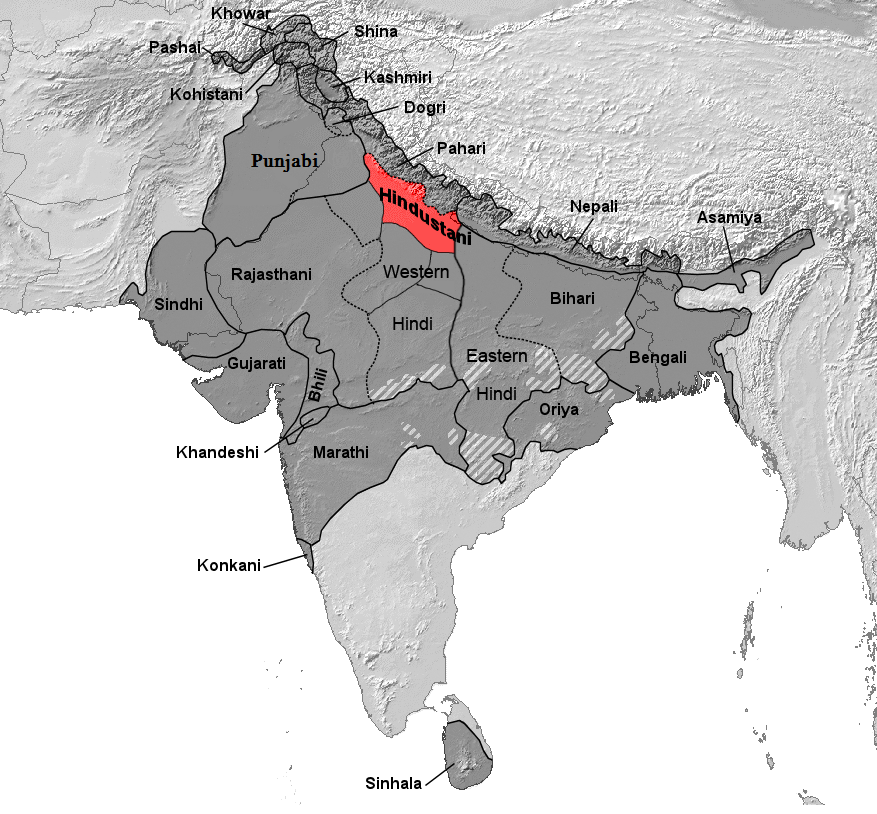
Régions (en rouge) où le khariboli est langue maternelle.

Le khariboli (hindi : खड़ी बोली, ourdou : کھڑی  بولی) aussi appelé dehlavi, kauravi, et hindoustani vernaculaire, est un dialecte hindi  parlé principalement dans la région rurale de Delhi, dans l'ouest de l'Uttar Pradesh et au sud de l'Uttarakhand, en Inde,.
Le nom se rencontre également sous les formes khari boli, khadiboli, khadi boli, ou khari. 
Le khariboli est le dialecte de prestige de l'hindoustani, dont l'hindi et l'ourdou sont les standards littéraires, et les langues officielles principales de l'Inde et du Pakistan,.
Cependant ce terme a été utilisé pour tous les dialectes littéraires comme le braj bhasha et l'awadhi.

## Régions
Le khariboli est parlé dans les zones suivantes :
| Régions       | Zones |
| ------------- | --- |
| Uttar Pradesh | Behat - Saharanpur - Deoband - Nanotta - Muzaffarnagar - Prabudhhanagar - Baghpat -Meerut - Ghaziabad - Panchsheel Nagar - Bulandshahr - Aligarh - Noida - Moradabad - Rampur - Sambhal - Bareli - Jyotiba Phule Nagar - Bijnor |
| Uttarakhand   | Haridwar - Dehradun |
| Haryana       | Faridabad - Gurgaon - Sonepat - Panipat - Palwal - Karnal - kaithal - Kurukshetra - Ambala - Yamunanagar |
| Rajasthan     | Dholpur - Bharatpur |